# Midge Ure
James Ure, OBE mais conhecido por Midge Ure (Cambuslang, 10 de outubro de 1953), é um guitarrista, cantor e compositor britânico de particular sucesso durante as décadas de 1970 e 1980.
Em 1984, ele compôs e produziu o single de caridade "Do They Know It's Christmas?", que vendeu 3,7 milhões cópias no Reino Unido. Esse é o segundo single mais vendido da história do país. Ele também foi um dos organizadores do Live Aid junto de Bob Geldof e Harvey Goldsmith. Geldof e Ure venceram dois prêmios Ivor Novello pela canção.